# O Quinto Beatle
O Quinto Beatle (The Fifth Beatle no original) é um romance gráfico escrito por Vivek J. Tiwary e ilustrado por Andrew C. Robinson e Kyle Baker. Foi publicado pela primeira vez na Itália como parte do décimo aniversário da edição local da revista Rolling Stone. Foi publicada nos Estados Unidos em 2013 pela Dark Horse Comics e no Brasil em 2014 pela editora Aleph. O livro conta a história real de Brian Epstein, empresário dos Beatles, denominado como "quinto Beatle" por ter sido um dos responsáveis pelo sucesso da banda. Em 2014, ganhou dois Harvey Awards como melhor álbum gráfico e melhor biografia. Em 2015, ganhou o Troféu HQ Mix de melhor edição especial estrangeira.